# Leiomylia anomala
Leiomylia anomala är en bladmossart som först beskrevs av William Jackson Hooker, och fick sitt nu gällande namn av J.J.Engel et Braggins. Leiomylia anomala ingår i släktet Leiomylia och familjen Myliaceae. Inga underarter finns listade i Catalogue of Life.